# Popenaias popei
Popenaias popei är en musselart som först beskrevs av Lea 1857.  Popenaias popei ingår i släktet Popenaias och familjen målarmusslor. Inga underarter finns listade i Catalogue of Life.